# Bruksdammen, Västergötland
Bruksdammen är en sjö i Tidaholms kommun i Västergötland och ingår i Göta älvs huvudavrinningsområde. Vid sjöns nordvästra strand så finns en av Tidaholms fem kommunala badplatser med en flytbrygga och badramp för funktionshindrade.

## Industri
1746 startade Fredric Ulric von Essen på Kavlås slott alunbruk vid Bruksdammen i vad som är utkanten av dagens Ekedalen. Privilegierna för bruket möttes av stora lokala protester på grund av den stora förbrukningen av ved i tillverkningen av alun. Framställningsprocessen var i princip att den oljehaltiga alunskiffern rostades så att oljan förbrändes, den rostade skiffern lakades ut i stora pannor med kokande vatten. Lakvattnet från processen renades i flera steg för att få fram ren alun, även vitriol och svavel framställdes. Vattnet till tillverkningen pumpades från Bruksdammen med hjälp av en pump driven med en Konstgång från ett vattenhjul i Konstabäcken som rinner från Kvarnasjön.  Bruket sysselsatte i början av 1800-talet cirka 40 arbetare och producerade 650 tunnor alun årligen, som mest uppgick produktionen till 1000 tunnor årligen och antalet anställda till 80 personer. 1855 upphörde alunbruket sedan nya och billigare framställningsmetoder för alun hade upptäckts.